# Opisthoncus grassator
Opisthoncus grassator är en spindelart som beskrevs av Eugen von Keyserling 1883. Opisthoncus grassator ingår i släktet Opisthoncus och familjen hoppspindlar. Inga underarter finns listade i Catalogue of Life.